# Brian Bell (strongman)
Brian Bell (ur. 1967) – szkocki strongman.
Wielokrotny Mistrz Szkocji Strongman.

## Życiorys
Brian Bell wziął udział w indywidualnych Mistrzostwach Świata Strongman 1996, Mistrzostwach Świata Strongman 1997 i Mistrzostwach Świata Strongman 2000, jednak nigdy nie zakwalifikował się do finałów.
Wymiary:
- wzrost 182 cm
- waga 130 kg

## Osiągnięcia strongman
- 1990
  - 8. miejsce - Mistrzostwa Europy Strongman 1990
- 2000
  - 3. miejsce - Mistrzostwa Wielkiej Brytanii Strongman